# John R. Pepper
John Randolph Pepper (Roma, 1958) è un fotografo, regista teatrale e attore statunitense naturalizzato italiano.

## Biografia
John R. Pepper è nato a Roma nel 1958 da Curtis Bill Pepper, inviato di guerra e capo della redazione romana della rivista Newsweek e dalla scultrice Beverly Pepper. Ha una sorella, la poetessa Jorie Graham. Cresciuto a Roma, si è poi laureato in storia dell'arte all'Università di Princeton (1976), dove è stato anche uno dei primi pittori del 185 Nassau Street Painting Program. Nel 1975 ha vinto la Whitney Painting Fellowship. Nel 1981 Pepper è stato ammesso come assistente alla regia presso l'American Film Institute di Los Angeles, California. Si è sposato due volte e ha avuto due figli dal primo matrimonio (Sheppard nel 1990, e Jameson nel 1993).

### Fotografia
Pepper ha iniziato la sua carriera al fianco di Ugo Mulas, che lo introdusse nel mondo della Street Photography. Per trent'anni si è dedicato alla fotografia dirigendo al contempo lavori per il cinema e il teatro. La mostra Rome: 1969 – An Hommage to Italian Neo-Realist Cinema (USA/Francia 2008) lo riporta alle origini, in Italia, dove Lanterna Magica Edizioni pubblica il libro Sans Papier (Italia, 2011), cui seguono le esposizioni a Roma, Venezia, San Pietroburgo, Parigi e Palermo.
Nel 2012 il museo Manège di San Pietroburgo espone il suo lavoro che, nel 2014, l'Istituto Superiore per la Storia della Fotografia raccoglie in Italia in un nuovo libro di fotografie, Evaporations, presentato all’Officina delle Zattere di Venezia.
Nel 2015 l'Istituto Italiano di Cultura e il Ministero della Cultura per la Federazione Russa finanziano una mostra itinerante, inaugurata al Museo della fotografia Rosphoto di San Pietroburgo. Nel marzo dello stesso anno, lo Showcase Gallery di Dubai allestisce una retrospettiva dedicata alla sua opera.
In concomitanza con la tappa moscovita di Evaporations, nello stesso 2016 Pepper espone nuove stampe di Rome: 1969 al The Art of Foto Gallery di San Pietroburgo.
Da novembre 2016 a gennaio 2017 Evaporations è stato presentato a Roma presso la Fondazione Terzo Pilastro e Mediterraneo, "Museo Palazzo Cipolla". La mostra monumentale era composta da 52 opere che vanno da 120 x160cm a 3m x 5m.
Nel novembre 2017, John R. Pepper ha inaugurato Inhabited Deserts alla Galerie du Palace di Parigi. Questo spettacolo è la prima tappa di una mostra itinerante di nuove fotografie in cui Pepper si domanda se la presenza dell'uomo abbia alterato il paesaggio o se la terra sia in realtà ancora vicina a quello che era prima dell'arrivo dell'umanità. Nel 2019, Pepper ha inaugurato Roma 1969, un omaggio al Neorealismo presso la RAW Streetphoto Gallery di Rotterdam.
Nell'ottobre 2020 Inhabited Deserts, inaugurato nella città di Todi (PG), Italia, con il sostegno della "Fondazione Arte e Cultura" (Prof. Emmanuele Emanuele, Presidente), l'Ambasciata Americana a Roma e la città di Todi. La mostra è stata preceduta da una conferenza di sulla pace: The Absent Border: Conflicts and New Harmonies , una conferenza di pace unica, dove un esploratore del deserto iraniano ha discusso con un archeologo israeliano, uno sceicco beduino, un curatore russo, un diplomatico americano , un curatore italiano (Gianluca Marziani), un attore americano Giancarlo Esposito e John R. Pepper. La conferenza trattava il tema su di come, attraverso l'arte e gli artisti, possono creare ponti di comunicazione tra i paesi e le persone in conflitto. Giancarlo Esposito, utilizzando una delle fotografie del deserto di Peppers, ha realizzato un disegno che rappresenta un nuovo simbolo di pace.

#### Esposizioni
- 2007: Rome 1969, Marianne Courteville Gallery (New York City)
- 2008: Rome 1969, Galerie Photo4 (Paris)
- 2010: Rome 1969, Galleria del Cortile (Rome)
- 2011: Sans Papier, Collegio Degli Armeni (Venice)
- 2011: Retrospective exhibition, Manege Museum (Saint Petersburg, Russia)
- 2011: Sans Papier, Galleria del Cortile (Roma)
- 2012: Sans Papier, Manege Museum (Saint Petersburg, Russia)
- 2013: Sans Papier, Galleria Moenia (Todi, Italy)
- 2014: Evaporations, Palazzo Esposizioni (Rimini)
- 2014: Evaporations, Rosphoto Museum (Saint Petersburg, Russia)[29][30]
- 2014: Evaporations, Officina delle Zattere — Venice Architecture Biennale (Venezia)
- 2015: Retrospective exhibition, Showcase Gallery (Dubai, UAE)[31]
- 2015: Evaporations, PhotoMed Photography Festival (Sanary-sur-Mer, France)
- 2015: Evaporations, Russian State Art Museum (Irkutsk, Russia)[32][33]
- 2015: Evaporations, Gallery of Modern Art ARKA (Vladivostok, Russia)[34]
- 2015: Evaporations, Russian State Art Museum (Novosibirsk, Russia)[35][36]
- 2015: Evaporations, Russian State Art Museum (Omsk, Russia)
- 2015: Evaporations, Russian Yekaterinburg Gallery of Modern Art (Yekaterinburg, Russia)[37][38]
- 2016: Evaporations, Gallery of Classic Photography (Mosca)[39][40]
- 2016: Rome 1969, Art of Foto Gallery (Saint Petersburg, Russia)[41]
- 2016: Evaporations, Museum of Modern Art (Samara, Russia)[42][43][44]
- 2016: Evaporations, Fondazione Terzo Pilastro Museo — Palazzo Cipolla (Rome)[45]
- 2017: Evaporations, Fondazione Terzo Pilastro Museo — Palazzo Cipolla) (Rome)[46]
- 2017: Inhabited Deserts, Galerie du Palace (Le Palace) (Paris)
- 2018: Inhabited Deserts, Aaran Gallery (Tehran)[47]
- 2018: Inhabited Deserts, Paris Photo 2018 with the Sophie Scheidecker Gallery
- 2018: Inhabited Deserts, International festival Photo Is:Rael (Tel Aviv)[48]
- 2018: Inhabited Deserts, The Empty Quarter Gallery (Dubai)[49]
- 2019: Inhabited Deserts, Art of Foto Gallery (Saint-Petersburg)[50]
- 2019: Inhabited Deserts, NOX Contemporary Art Gallery (Tel Aviv)
- 2019: Rome 1969, RAW Streetphoto Gallery (Rotterdam)[51]
- 2020: Inhabited Deserts, Museo civico and Pinacoteca di Todi / Nido dell’Aquila (Todi, Italia)
- 2021: Retrospective exhibition, Bryansk International Photo Festival (Bryansk, Russia)

### Cinema
John Pepper ha esordito nel cinema come regista in residenza per vari registi, tra cui Joseph Losey (Le strade del Sud), George Roy Hill (Una piccola storia d'amore e il mondo secondo Garp) e Dan Curtis (Ghostbusters). In veste di produttore, Pepper ha realizzato il film La Peste (dal romanzo di Albert Camus) diretto da Luis Puenzo con William Hurt, Robert Duval, Raúl Juliá, Sandrinne Bonnaire e Jean-Marc Barr, con le musiche di Vangelis (Gaumont Distribution, France 1992). Ha diretto la versione cinematografica Papillion de Nuit (Trinacra Productions, 2001), vincitore del Prix Mediavision nel 2002 al Sarlat Film Festival.

## Filmografia

### Attore
- Eva, regia di Joseph Losey (1962)
- Cleopatra, regia di Joseph L. Mankiewicz (1963) - non accreditato
- Les bronzés, regia di Patrice Leconte (1978) - non accreditato
- Molly O, regia di Gino Bortoloni (1986)
- Spettri, regia di Marcello Avallone (1987)
- Fireballs, regia di Charlie Wiener (1989)
- Personne ne m'aime, regia di Marion Vernoux (1994)

### Regista

#### Cinema
- Papillons de nuit (2002)

#### Televisione
- Nero Wolfe (A Nero Wolfe Mystery) – serie TV, episodi 2x15-2x16 (2002)

### Assistente alla regia

#### Cinema
- Le strade del sud (Les Routes du Sud), regia di Joseph Losey (1978)
- Una piccola storia d'amore (A Little Romance), regia di George Roy Hill (1979)
- Il mondo secondo Garp (The World According to Garp), regia di George Roy Hill (1982)
- Ghostbusters - Acchiappafantasmi (Ghostbusters), regia di Ivan Reitman (1984)

#### Televisione
- Venti di guerra (The Winds of War), regia di Dan Curtis – miniserie TV, 5 puntate (1983)

## Teatro
Per il teatro, Pepper ha diretto a New York, tra le altre pièce, Cubistique (Tom Cohen), The Cruelties of Mrs. Schnayd (David Suesdhorf), Sister Mary Ignatius Explains It All To You (Christopher Durang). Era il regista più giovane allo Spoleto Festival, nel Charleston, quando ha presentato Inner Voices (Le voci di dentro) di Eduardo De Filippo. Pepper ha diretto lavori teatrali a Parigi, in Francia, in Europa e in Russia. La sua produzione comprende Retraite de Moscow di William Nicholson al Theatre Montparnasse (Parigi 2008); Underneath the Lintel di Glen Berger al Lederman Theatre di Stoccolma (Svezia 2005); Pour En Découdre di Marc-Michel Georges; Danny et la Grande Bleu di John Patrick Shanley, all'Avignon Theatre Festival (2000) e poi al Teatro Déjazet di Parigi con l'attrice Léa Drucker candidata al Molière Award (2001).  È stato il primo regista straniero invitato al Drama Theatre on Vasilievsky (Teatro Satir) di San Pietroburgo. La sua produzione in lingua russa nel 2012 di My Dear Mathilde, di Israel Horovitz, è ormai parte consolidata del repertorio del Teatro Satir. Nel 2016 produce una nuova versione di “Danny and the Deep Blue Sea” per l’Italia (“Danny e il Profondo Blu”) al Teatro Garibaldi di Palermo, con Leonardo Sbragia e Laura Anzani,, andato in scena anche a Milano e poi a Napoli, Salerno, Roma e altre città italiane. Sempre nel 2016 produce anche “True West” di Sam Shepard presso il Russian State Academy for the Performing Arts di San Pietroburgo. Nel 2018 Pepper dirige la prima produzione Italiano di 'Quattro Cani Per un Osso' di John Patrick Shanley con un adattamento di Enrico Vanzina. Debutta al Teatro Vittorio Alfieri di Naso, Sicilia e poi si trasferisce a Roma dove, con successo, è presentata al OFF/OFF Teatro.

### Spettacoli teatrali
- 1983 – "Sister Mary Ignatius Explains It All For You" (By Christopher Durang – Central Casting (New York)
- 1983 – "Differente People, Differente Rooms" (By Wendy Kesselman)[79]
- 1986 – "Cubistique" (By Tom Cone, Théâtre Matrix (New York))[80]
- 1986 – "The Cruelties of Mrs. Schnayd" (By David Suehsdorf – New York Theatre Studio/T.O.M.I.)[81]
- 1986 – "Inner Voices"(By Eduardo De Filippo – American Première – Spoleto Festival (USA)[82]
- 1999 – "The Weir" (By Conor McPherson, Royal Court, The Players Club, N.Y.)
- 2000 – "Danny and the Deep Blue Sea" (Original production April 2000  – Théâtre le Proscenium – Paris)[83]
- 2000 – "Danny and the Deep Blue Sea" (Reprise, June 2000 – Théâtre Golovine – Avignon Festival)[84]
- 2000 – "Danny and the Deep Blue Sea" (Reprise February 2001 – Théâtre Dejazet – Paris)[85]
- 2002 – "Pour En Découdre" (By Marc Michel Georges, Original production September 2002  – Théâtre Cineatre 13– Paris)[86][87]
- 2002 – "Pour En Découdre" (By Glenn Berger, Original production, Teatre Le Lucernaire, Paris, France)
- 2002 – "Four Dogs and a Bone" (By John Patrick Shanley, Original production July 2003– Théâtre Golovine- Avignon Festival)
- 2002 – "The Actor's Nightmare" (By Christopher Durang – Central Casting New York)
- 2002 – "A Schtick Is Born" (By Sherry Nehmer and Daniel Harris, The Silver Lining- New York)
- 2002 – "Fifth of July" (By Landorf Wilson, The Hangar Théâtre(New York)
- 2002 – "Tea and Sympaphy" (By W. Somerset Maugham, Production Italienne)
- 2002 – "The Workingman" (By Tom Walmsley), Théâtre Matrix New York)
- 2005 – "Underneath the Lintel" (By Glenn Berger, Original production, TeatreStudio Leederman, Stockholm, Sweden)[88]
- 2007 – "The Retreat from Moscow"(By William Nicholson, Original production, January 2007, Théâtre Montparnasse, Paris)[89]
- 2012 – "My Dear Mathilde" (By Israel Horovitz, Original production, Théâtre Satir on Vasilevski Island, Saint Petersburg, Russia)[90][91][92][93][94][95][94][96]
- 2016 – "Danny and the Deep Blue Sea" (By John Patrick Shanley, Original production, February 2016 – Théâtre Garibaldi, Palermo, Italia)[97]
- 2016 – "True West"(By Sam Shepard, Original production, May 2016, Théâtre Academy Drammatique Nationale de Russie, Saint Petersburg, Russia)[98][99][100]
- 2016 – "Danny and the Deep Blue Sea" (By John Patrick Shanley, Reprise – March 2016, Teatro Il Delfino, Milan, Italy)[101]
- 2017 – "Danny and the Deep Blue Sea" (By John Patrick Shanley, Reprise – April 2017, Teatro Sala Uno, Rome, Italy)
- 2017 – "Danny and the Deep Blue Sea" (By John Patrick Shanley, Reprise – April 2017, Teatro Asoli, Naples, Italy)
- 2018 – "4 Dogs and a Bone" (By John Patrick Shanley, Reprise – February 2018, Teatro Alfieri, Naso, Italy)
- 2018 – "4 Dogs and a Bone" (By John Patrick Shanley, Reprise – March 2018, Teatro Off / Off, Rome, Italy)[102][103]